# Sesamia poephaga
Sesamia poephaga är en fjärilsart som beskrevs av Willie Horace Thomas Tams och Wray Merrill Bowden 1953. Sesamia poephaga ingår i släktet Sesamia och familjen nattflyn. Inga underarter finns listade i Catalogue of Life.